# 발터 카스퍼
발터 카스퍼(독일어: Walter Kasper, 1933년 3월 5일 - )는 독일의 로마 가톨릭교회 추기경이다. 2001년부터 2010년까지 그리스도인일치촉진평의회 의장을 맡았다.

## 젊은 시절
독일 하이덴하임안데어브렌츠에서 태어난 카스퍼는 1957년 4월 6일에 사제 서품을 받았다. 1957년에서 1958년까지 그는 슈투트가르트 본당의 보좌신부를 지냈다. 이후 학업에 다시 열중하여 튀빙겐 대학교에서 교의신학 박사학위를 취득하였다.
그는 1958년에서 1961년까지 튀빙겐 대학교의 교수로 재직했으며, 보수적 성향의 레오 쉐프치크와 진보적인 성향의 한스 큉의 보조 교수로 3년 동안 근무하였다. 나중에 한스 큉은 피임과 교황 무류성에 대한 그의 주장이 문제가 되어 교회로부터 제재를 받아 강의를 할 수 없게 되었다. 카스퍼는 나중에 뮌스터의 베스트발펜 대학교에서 교의신학을 가르쳤으며(1964-1970), 1969년 튀빙겐 대학교에서도 신학과 교수가 되었다. 1983년, 카스퍼는 미국 가톨릭 대학교의 교수로 초빙되었다.

## 주교와 추기경

### 로텐부르크-슈투트가르트 교구장
카스퍼는 1989년 4월 17일에 독일 교회에서 네 번째로 큰 가톨릭 교구인 로텐부르크-슈투트가르트 교구장으로 지명되었다. 주교 서품과 착좌식은 동년 6월 17일에 거행되었다. 1993년에는 독일 주교단의 주교들과 같이 민법상 이혼 또는 재혼을 한 독일인 가톨릭 신자들이 성사에 참여할 수 있게 허락하는 사목 서한에 서명하였지만, 라칭거 추기경이 이에 강력하게 반대하였다. 1994년 카스퍼는 가톨릭교회-루터교 대화 국제 위원회 공동 의장이 되었다.

### 그리스도인일치촉진평의회

발터 카스퍼 추기경의 문장

1999년 3월 3일, 카스퍼는 그리스도인일치촉진평의회 의장에 임명되었다. 2001년 2월 21일 교황 요한 바오로 2세에 의해 오니산티 인 비아 아피아 누오바 성당(Ognissanti in Via Appia Nuova)의 부제급 추기경으로 서임되었다. 카스퍼 추기경은 2001년 신앙교리성에서 발표한 《주님이신 예수님》(Dominus Iesus)을 비판적으로 받아들였다. 《주님이신 예수님》은 종교 다원주의 경향에 대한 신앙교리성의 우려와 경고를 표시하고 예수 그리스도와 가톨릭교회의 유일성과 구원의 보편성을 강조한 내용을 담고 있는데, 카스퍼 추기경은 이 문헌의 기본적인 노선에 대해서는 동의하지만, 반드시 필요한 민감성이 부족했다고 평가하였다.
카스퍼 추기경은 평상시 신약성경의 핵심은 화해라며 교회 일치를 통한 화해와 치유가 이 시대에 가장 중요한 시대적 사명이자 부르심이라고 강조했다. 에큐메니즘에 대한 이러한 그의 생각은 종종 교회 내 보수주의자들의 혹평을 받고는 하였다.
2011년 2월, 카스퍼 추기경은 자신이 모스크바에서 러시아 정교회 측과 회담을 하던 중에 보드카를 마실 것을 강요받았다고 밝혔다. 카스퍼 추기경의 말에 따르면, 심지어 어떤 정교회의 수좌대주교는 보드카가 건강에 매우 좋은 술이라면서 아침식사 때 항상 보드카를 마셔야 한다고 주장했다고 한다.
2011년 2월 21일, 카스퍼가 사제급 추기경으로 지명되면서 그의 명예본당의 지위도 그만큼 올라갔다.

### 영국에 대한 발언
2010년 9월 15일, 교황 베네딕토 16세의 영국 공식 방문을 하루 앞두고 발터 카스퍼 추기경은 독일 포커스 매거진과의 인터뷰에서 영국을 “새롭고 공격적인 무신론이 두드러진 제3세계 국가”라고 말했다. 카스퍼 추기경은 “런던 히스로 공항에 내리면 간혹 제3세계 국가에 도착했다는 생각이 든다.”라는 말도 덧붙였다. 그는 “비행기에서 십자가를 달고 있으면 차별받을 것”이라며 영국 국적항공사인 브리티시에어웨이즈(BA)도 비난했다.
BA의 한 여성 종업원은 지난 2006년 비행중에 십자가를 달지 말라는 회사의 지시를 받은 뒤 종교 차별이라면서 제소했으나 패소했다. BA는 이후 2007년에 직원들이 종교 또는 자선재단 표식을 달 수 있도록 복장 규정을 개정했다.
카스퍼 추기경의 인터뷰 내용이 알려지자 영국을 폄하했다는 반발 여론이 생겨났다. 이에 교황청은 “그가 영국을 깔 볼 생각은 추호도 없었고 영국이 다문화 사회라는 점을 언급한 것”이라고 해명했다. BBC 역시 “영국을 아는 사람들은 누구나 그곳에 위대한 기독교 전통이 있다는 것을 알고 있다.”라는 카스퍼 추기경의 발언도 소개한 뒤 “그가 영국을 나쁘게만 말한 것은 아니다.”라고 전했다. 결국 카스퍼 추기경은 교황의 영국 방문 수행단에서 건강상의 이유로 불참하였다.